# Branco di lupi (sommergibili)
Branco di lupi (Wolfsrudeltaktik in lingua tedesca) è il nome dato alla tattica di guerra sottomarina adottata dai sommergibili tedeschi nella seconda guerra mondiale.

## Origine

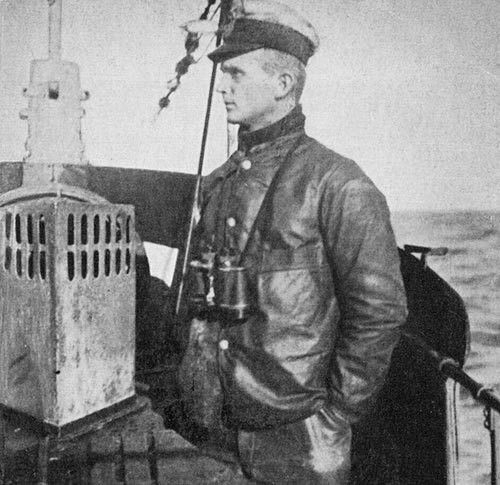
L'allora Sottotenente di vascello Karl Dönitz durante la prima guerra mondiale

Gli U-Boot tedeschi impegnati nel Mar Mediterraneo durante la prima guerra mondiale passarono, nelle ultime settimane di guerra, ad attaccare i convogli nemici non più singolarmente ma in gruppo. Si trattò di una tattica dovuta al fatto che, grazie agli sviluppi tecnici, rafforzati gruppi di navigli nemici riuscivano a rendere più sicure le loro rotte. Uno dei comandanti di U-Boot che operavano nel Mediterraneo allora era il ventitreenne Karl Dönitz, che comandava l'UB 68, un U-Boot del Tipo UB III. 
Le esperienze fatte dal futuro Comandante supremo degli U-Boot e Grandammiraglio furono alla base della sua adozione della tattica del "branco di lupi" nella quale egli fu coinvolto dal 1936 come Comandante supremo dei nuovi U-Boot in costruzione dal 1935.
Otto Ciliax, un ex collega di Dönitz, criticò come troppo vulnerabile la tattica del "branco di lupi", già dal suo affermarsi, poiché il suo successo dipendeva "troppo dalle radiocomunicazioni". Grazie alle prime esercitazioni nel Mare del Nord, nelle quali si distinse particolarmente Günther Prien, Dönitz rimase fermo nelle sue idee.

### I primi sistemi di scorta

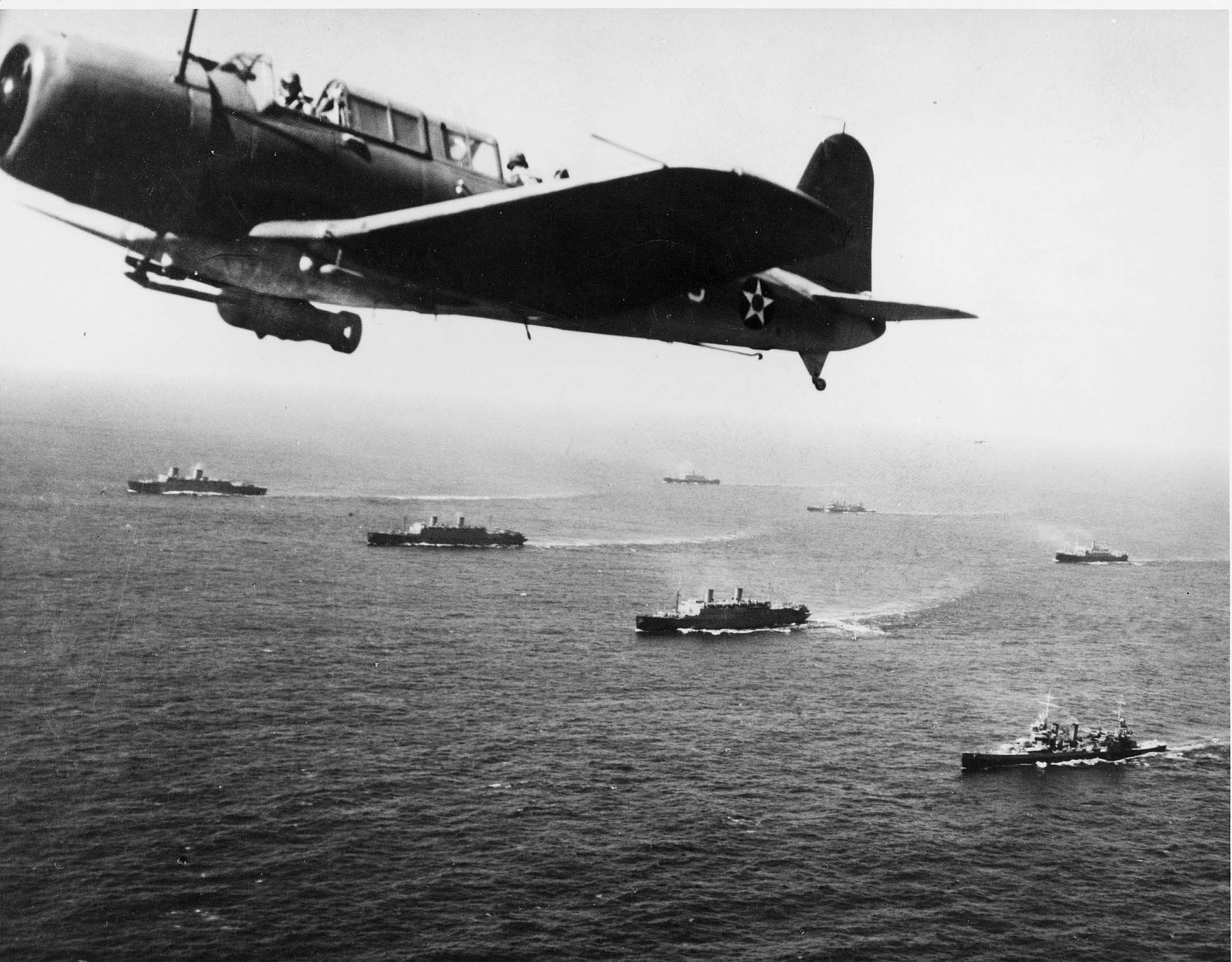
Il convoglio WS-12 con scorta aerea e navale nel 1941

Già il 26 agosto 1939 – cioè già da prima dell'inizio delle ostilità – l'Ammiragliato britannico aveva posto sotto il suo comando l'intera marina mercantile. Subito dopo l'affondamento dell'Athenia gli Alleati istituirono nel Nord Atlantico un sistema di scorta dei mercantili, che doveva rendere più sicuri i rifornimenti alle isole britanniche. 
- I convogli HX e SC viaggiavano dalla Nuova Scozia verso la Gran Bretagna.
- I convogli OA e OB andavano da e per il Nordamerica
- I convogli SL si formavano di fronte alla Sierra Leone e si dirigevano in Gran Bretagna
- I convogli HG facevano altrettanto da Gibilterra.
- I convogli OG dalla Gran Bretagna e ritorno.

Le esperienze della prima guerra mondiale avevano mostrato che gli U-Boot costituivano una vera minaccia per queste rotte. La marina britannica aveva equipaggiato più di cento delle sue navi con il sistema d'individuazione di sommergibili ASDIC. Nei primi anni di guerra vi erano poche navi disponibili come navi di scorta, spesso questo compito fu affidato a pescherecci frettolosamente corazzati.

### Prime esperienze
La tattica del "branco di lupi" entrò in azione per la prima volta nell'ottobre del 1939. In quel momento operavano sei sommergibili in Nord Atlantico: tre U-Boot del tipo Tipo VII B e tre U-Boot del tipo IX. I battelli dovevano attaccare il convoglio KJF 3 che si era formato a Kingston. Due U-Boot si persero prima che il convoglio fosse rintracciato: l'U-42 fu affondato nel corso dell'attacco al mercantile Stonepool, difeso da due cacciatorpediniere accorse in suo aiuto e l'U-40 andò a fondò in una zona minata nella Manica. Dei quattro sommergibili rimasti, gli U 45, U 37 e U 48 accettarono battaglia con le navi del convoglio, che non era scortato, e affondarono numerosi mercantili; all'U 46 non riuscì l'individuazione del convoglio. Dall'esperienza di questo primo tentativo emerse il concettuale insegnamento, che il primo sommergibile a individuare il nemico, non avrebbe dovuto attaccare subito, bensì attendere fino a che gli altri sommergibili del branco vi fossero stati condotti dai segnali.

## Principi
Scopo primario della tattica del "branco di lupi" era quello di rendere possibile un obiettivo nemico comune a più sommergibili. Lo sforzo tattico consisteva nel trovarsi a sopraffare il nemico in battaglia. Per questo il momento ideale per l'attacco comune era la notte, poiché in quel frangente l'U-Boot, che si trovava a sufficiente distanza dal convoglio al di sotto dell'orizzonte, a causa della sua stretta silhouette, era difficile da individuare da parte del nemico. L'attacco veniva incominciato da un U-Boot, che il nemico, idealmente costituito da più bersagli potenziali, non attaccava per non richiamare altri sommergibili. Un gruppo di U-Boot operante con la tattica del "branco di lupi" poteva comportarsi in due modi diversi. Grazie alla segnalazione di un sommergibile di pattuglia o di un aereo, potevano venir comandati più sommergibili nella stessa zona di mare. Di gran lunga più frequentemente un tale gruppo di U-Boot però si raccoglieva "al tavolo verde" a seguito di avviso ufficiale: per esempio a seguito dell'informazione su un convoglio e del corrispondente ordine di recarvisi.

## Modo di procedere

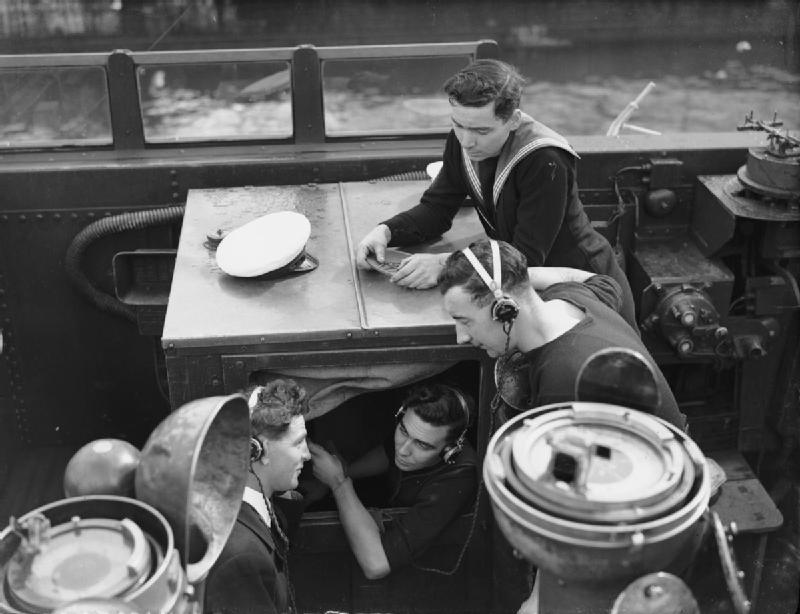
Uso dell'ASDIC a bordo della HMS Anthony nel 1944

In caso di una tale ricerca di prede ogni U-Boot, a distanza di circa 8 miglia nautiche uno dall'altro, "batteva" una determinata zona del mare. Quando uno di loro aveva individuato un convoglio nemico, avvertiva agli altri con un breve segnale di 20 caratteri, indicando tempo atmosferico, punto, rotta, velocità, numero di navi e scorta del convoglio, informandoli anche sulla disponibilità di carburante da parte sua. Queste informazioni venivano ripetute dall'U-Boot in questione ogni due ore e teneva così il contatto, mentre gli altri U-Boot accorrevano in direzione del convoglio.

### Ricerca delle prede
La zona di ricerca delle prede era molto ampia: affinché il maggior numero possibile di U-Boot giungesse in tempo utile sul convoglio nemico era ottimale che a effettuare l'avvistamento fosse uno degli U-Boot che stavano al centro della ricerca. Gli attacchi degli U-Boot all'interno del branco non erano completamente organizzati. L'unica organizzazione consisteva in sostanza nell'avvicinamento degli altri U-Boot mediante la presa di contatto, che durante l'invio dei segnali di rilevamento davano agli altri sommergibili un orientamento o una posizione prima dell'attacco comune.

### Emersione notturna
Inizialmente gli attacchi avevano successo in gran parte di notte e in superficie. A quei tempi gli U-Boot erano per i caccia, privi di radar, quasi invisibili. Le navi alleate avevano, è vero, un apparato di individuazione, l'ASDIC, che rivelava un sommergibile in immersione fino a una distanza di circa 1500 metri, ma non poteva individuare un sommergibile che viaggiasse in emersione.

### Esempi

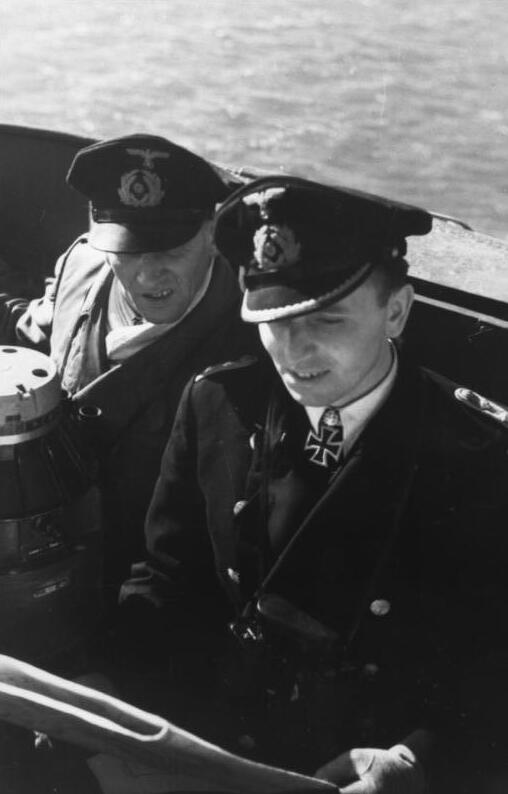
Otto Kretschmer, asso degli U-Boot che affondò sei navi durante l'Attacco al convoglio SC 7

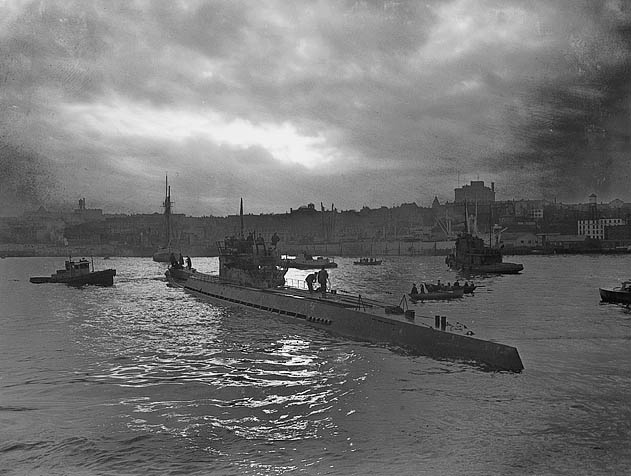
LU-190, che partecipò agli attacchi ai convogli HX 229 e SC-122

- Attacco al convoglio SC 7 nell'ottobre 1940
- U 202 in Nordatlantico nell'agosto e settembre 1941
- U 374 nel gruppo ("branco") Mordbrenner nell'ottobre 1941
- U 213 nel gruppo Westwall in febbraio 1942
- Branco Strauchritter nell'aprile 1942
- U 213 nel gruppo Pfadfinder nel maggio 1942
- U 654 attacco al convoglio Outbound South 34 nel luglio 1942
- U 379 nel gruppo Steinbrinck nel luglio 1942
- U 566 nel gruppo Blücher nell'agosto 1942
- U 599 attacco al convoglio SC 100 in settembre 1942
- U 353 nel gruppo Wotan, U 602 nel gruppo Panther e Puma in ottobre 1942
- U 664 del gruppo Ungestüm nel dicembre 1942
- U 632 nei gruppi Falke e Landsknecht in dicembre 1942 e in gennaio 1943
- U 413 nel gruppo Jaguar nel gennaio 1943
- U 268 nel gruppo Habicht in gennaio 1943
- U 187 attacco al convoglio SC 118 del gruppo Pfeil in gennaio/febbraio 1943
- U 664 nei gruppi Burggraf e Sturmbock, U 628 contro il convoglio ON 166 nei gruppi Knappene Ritter in febbraio 1943
- Attacchi ai convogli HX 229 e SC-122 nel marzo 1943
- U 188, gruppo Adler in marzo 1943
- U 632, gruppi Seeteufel  e Löwenherz in marzo e aprile 1943
- U 306, gruppo Meise in aprile 1943
- U 304, gruppo Donau 1 im maggio 1943
- U 643, gruppo "Roßbach in settembre 1943
- U 415, gruppo Borkum in dicembre 1943
- U 471, gruppo Rügen in gennaio 1944
- U 311, gruppo Preußen nel marzo 1944

## Risultati
Fino all'estate del 1940 erano a disposizione della direzione dei sommergibili in Atlantico pochi U-Boot per attaccare i convogli alleati con la tattica del "branco di lupi". Nuove unità di rinforzo contribuirono alla formazione dei primi gruppi di U-Boot, benché più importante a questo scopo fu la possibilità di usare come base i porti francesi dopo la campagna di Francia. Nell'autunno del 1940 i primi gruppi di U-Boot attaccarono i convogli e salirono i numeri degli affondamenti. In agosto le sole unità operative di sommergibili avevano affondato in totale 267.618 BRT. Solo due U-Boot andarono perduti in quel periodo, uno dei quali, l'U 57, senza intervento nemico ma a causa della collisione davanti alla chiusa di Brunsbüttel.

## Contromisure

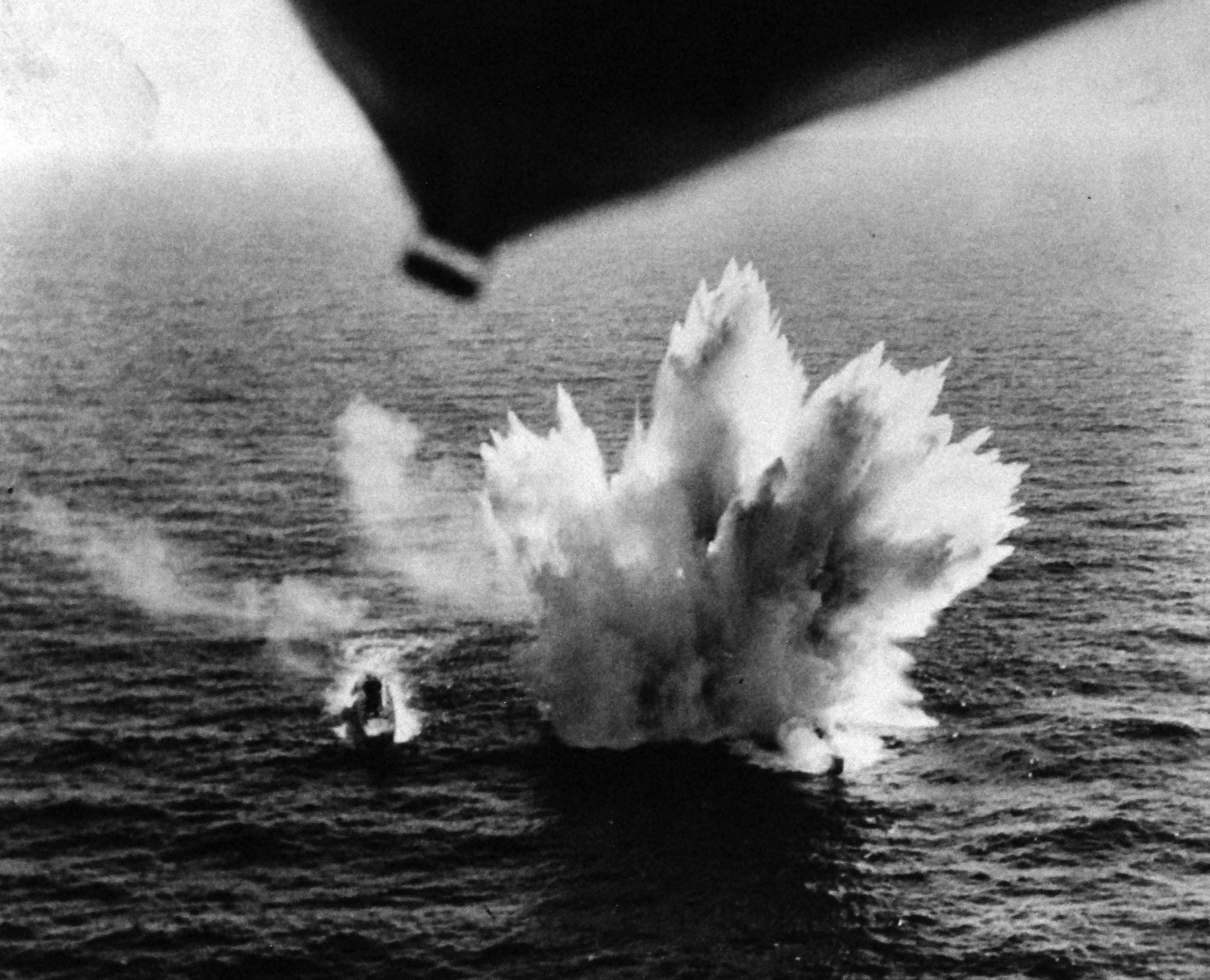
LU-117 nel 1943 durante l'attacco che lo vedrà affondato

Come reazione all'avvistamento di un U-Boot venivano abitualmente inviate numerose navi di scorta alla caccia del sommergibile, che si allontanavano così di molte miglia dal convoglio scortato. A quel tempo, a causa di un supposto o effettivo attacco da parte di U-Boot, il convoglio effettuava un cambio di rotta: capitava così che le navi scorta non riuscissero, di ritorno dalla ricerca degli U-Boot, a ritrovare il convoglio. Come reazione alla tattica del "branco di lupi" l'Ammiragliato britannico impose l'addestramento in formazioni che procedessero in comune contro gli U-Boot.
Queste formazioni, denominate, "Gruppi di scorta" si addestravano alla loro funzione davanti alle coste della Scozia e dell'Irlanda e i loro ufficiali effettuavano l'addestramento in un'unica scuola fondata appositamente a Liverpool.
Inoltre questa tattica richiedeva un elevato numero di trasmissioni radio per il coordinamento degli attacchi. Ciò rendeva gli U-Boot vulnerabili a un'apparecchiatura inglese chiamata "Huff-Duff" o HF/DF che permetteva alle forze navali alleate di determinare la posizione delle imbarcazioni nemiche che trasmettevano via radio e di attaccarle. Inoltre un'efficace copertura aerea, sia di aerei a lungo raggio dotati di radar sia di aerei di scorta e dirigibili, permise l'individuazione degli U-Boot mentre attendevano nell'ombra i convogli alleati, che venivano normalmente attaccati di notte, quando la loro visibilità era praticamente nulla grazie alla ridotta sagoma.

## Caduta in disuso

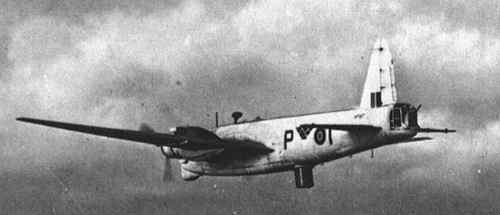
Un bombardiere Vickers Wellington equipaggiato con un Proiettore Leigh

La tattica del "branco di lupi" fu la conseguente risposta alla scorta armata dei convogli. Il massiccio impiego degli U-Boot fu contrastato da parte degli Alleati con tecniche di "controsviluppo" e la decodifica del codice crittografico di Enigma nel corso della guerra, condusse a massicce perdite di U-Boot, contemporaneamente al calo delle perdite di navi mercantili dal maggio 1943.
La tattica del "branco di lupi" perse d'importanza alla fine del 1942, allorché il radar (combinato sui bombardieri con i proiettori Leigh e il sonar), portato a compimento da parte inglese, poté essere sempre più efficace. Tuttavia, fino a maggio del 1943, vi furono numerosi combattimenti contro i convogli scortati, che nonostante le aumentate perdite di U-Boot, si conclusero indubbiamente a favore dei tedeschi. Con l'introduzione dei radiogoniometri Huff-Duff da parte degli Alleati, il compito degli U-Boot in attesa di contatto con i convogli divenne estremamente pericoloso fino a diventare insostenibile. La fine della guerra giunse prima dell'esteso impiego di ulteriori sviluppi di apparati per gli U-Boot, quali snorkel, siluri a ricerca automatica del bersaglio, batterie ad alta capacità, U-Boot a propulsione Walter, ecc.

## Citazioni sulla tattica del "branco di lupi"
(Heinz Schaeffer, comandante dello U 977 nel suo libro (DE)  U 977 – Geheimfahrt nach Südamerika.)
(Peter-Erich Cremer, comandante degli U 152, U 333 e U 2519 nel suo libro (DE)  U 333 (1982))